# Ercole Agatino Longo
Ercole Agatino Longo (Quilmes, 3 maart 1925 – Montallegro, 16 december 2008) was een Italiaans componist, muziekpedagoog, dirigent, trompettist en bugelist. Hij was een zoon van de componist en dirigent Napoleone Longo en werd geboren tijdens het verblijf van zijn ouders in Argentinië.

## Levensloop
Longo kreeg zijn eerste muziekles van zijn vader en leerde een aantal instrumenten te bespelen zoals piano, accordeon, trompet en bugel. Al sinds hij acht jaar was, speelde hij trompet en bugel in diverse Siciliaanse en Italiaanse banda's (harmonieorkesten) zoals in de Banda musicale di Montefalcione toen onder leiding van Francesco Saverio Tufilli. Van 1956 tot 1958 vertrok hij voor twee jaar naar Venezuela en speelde als trompettist mee in de Banda de Música di Maracaibo. Na zijn terugkomst studeerde hij trompet bij Salvatore Belfiore aan het Conservatorio di Musica "Vincenzo Bellini" di Palermo in Palermo en behaalde in 1967 zijn diploma.
Een aanbod in het orkest van het Teatro Massimo van Palermo nam hij niet aan. Vanaf 1958 was hij dirigent van de Associazione Culturale Musicale Complesso Bandistico "Vincenzo Bellini" in Montallegro. Gedurende de jaren 1980 fungeerde hij wederom als trompet- en bugelsolist in verschillende banda's in de regio Apulië en werd erkend voor zijn uitstekende prestaties als solist op de bugel. Hij werkte circa 35 jaar als muziekleraar in diverse openbare scholen in Montallegro, Cattolica Eraclea en Siculiana.
Naast de werkzaamheden als dirigent van de Banda in Montallegro was hij als dirigent ook verbonden aan de banda's in Caltabellotta, Cianciana en San Biagio Platani.
Als componist schreef hij een aantal werken voor banda (harmonieorkest) en lichte muziek.

## Composities

### Werken voor banda (harmonieorkest)
- A mia madre, treurmars
- Alessia, mars
- Alfonsina, polka
- Amelia, wals
- Angela, mazurka
- Arianna, mars
- Assunta, marcia sinfonica
- Cettina, marcia sinfonica
- Ciuruti su li mennuli
- Diario sinfonico – Enza, marcia sinfonica
- Eugenia, marcia sinfonica
- Euterpe, marcia sinfonica
- Gaia, marcia sinfonica
- Galatea, mars
- Giorgia, mars
- Giovanna, mars
- Greta, marcia sinfonica
- Impressioni siciliane, marcia sinfonica
- Inno al Santissima Crocifisso, hymne
- Inno a San Giuseppe, hymne
- Italia, mars
- La Campofranchese, marcia sinfonica
- La Conversanese, marcia sinfonica
- La gattopardina, marcia sinfonica
- La Montallegrina, mars
- Libertina, mazurka
- Luisa, mazurka
- Lusu cannuni voli mangiari, mars
- Makallé, wals
- Maria Alessandra, marcia sinfonica
- Melina, marcia sinfonica
- Melissa, mars
- Norma, tango
- Omaggio a Cianciana, marcia sinfonica
- Omaggio alla Banda G. Puccini, marcia sinfonica
- Omaggio a Montallegro, marcia sinfonica
- Omaggio a Santa Margherita, marcia sinfonica
- Rina, marcia sinfonica
- Rosa, marcia sinfonica
- Santa Cecilia, marcia sinfonica
- Silvia, mars
- Valentina, wals
- Virtuosa canaglia, marcia sinfonica